# Filibert II. Savojský
Filibert II. Savojský, přezdívaný Krásný nebo Dobrý (10. dubna 1480, Pont-d'Ain – 10. září 1504), byl savojský vévoda, kníže piemontský, hrabě z Aosty, Maurienne a Nice a titulární král kyperský, jeruzalémský a arménský.

## Životopis
Narodil se v Pont-d'Ain jako prvorozený syn vévody Filipa II. Savojského (1438–1498), přezdívaného Bezzemka, a jeho první manželky Markéty Bourbonské (1438–1483). Do roku 1496 byl Filibert pouze mladším členem vévodské rodiny. Když 16. dubna 1496 zemřel vévoda Karel II. Savojský, Filibertův prasynovec, vévodský titul tak připadl Filibertovu otci Filipovi. Ten však již následujícího roku zemřel a titul tak zdědil Filibert. V témže roce se šestnáctiletý vévoda oženil se svou devítiletou sestřenicí Jolandou Luisou Savojskou. Jolanda Luisa byla dcerou vévody Karla I. Savojského (1468–1490) a savojské vévodkyně Blanky z Montferratu (1472–1519), tedy vnučka Filibertova strýce Amadea IX. Savojského. Po smrti svého bratra měla nárok na titul kyperské, jeruzalémské a arménské královny, ten ovšem získal Filibertův otec. Brzy však zemřel a jeho smrtí se Jolanda skutečně stala královnou Kypru, Jeruzaléma a Arménie.
Filibertova první manželka zemřela ve 12 letech a dědičkou jejich titulů byla její sestřenice, princezna Šarlota Neapolská, později hraběnka z Lavalu. Filibert ovšem i po smrti své ženy užíval tituly krále kyprského, jeruzalémského a arménského.
Jeho další manželství jej spojilo s rodem Habsburků, kteří v té době vládli Nizozemsku, Alsasku, Franche-Comté, Tyrolsku a dalším zemím. V roce 1501 se oženil s arcivévodkyní Markétou Habsburskou (1480–1530), kněžnou asturijskou a vévodkyní savojskou, dcerou císaře Maxmiliana I. a jeho první manželky Marie Burgundské.
Filibert zemřel v roce 1504 ve věku 24 let jako bezdětný. Jeho následníkem se stal jeho nevlastní bratr, vévoda Karel III. Savojský (1486–1553), který vládl v Savojsku od roku 1504 až do své smrti v roce 1553.

## Manželky
- Jolanda Luisa Savojská (1487–1499), dcera Karla I. Savojského
- Markéta Habsburská (1480–1530), dcera císaře Svaté říše římské Maxmiliána I. Habsburského a Marie Burgundské

## Znaky rodu Savojských

Savojské znaky
Erb savojských vévodů
Velký znak rodu Savojských
Znak Savojska
Znak Savojského vévodství (1563)